# Pseudotrachypus ancistrodes
Pseudotrachypus ancistrodes là một loài rêu trong họ Trachypodaceae. Loài này được (Renauld & Cardot) V. Nath & Bansal mô tả khoa học đầu tiên năm 2010.